# Taro (département)
Pour les articles homonymes, voir Taro.
1808–1814
Entités précédentes :
- Duché de Parme et Plaisance

Entités suivantes :
- Duché de Parme et Plaisance

Armes de Parme sous l’Empire

Le Taro est un ancien département français dont le chef-lieu était Parme.
Le département est créé le 24 mai 1808. Il tire son nom de la rivière homonyme. La population de ce territoire était estimée à 381 087 habitants en 1806. La limite avec le département de Crostolo (Royaume d'Italie napoléonien) changea plusieurs fois. Le département avait deux sous-préfectures : Plaisance et Fidenza. Il lui a été attribué le numéro 111 dans la liste des 130 départements français de 1811
Le traité de Fontainebleau du 11 avril 1814 mit fin à la possession française.

## Administration
Le département était divisé en trois arrondissements :
- Arrondissement de Parme :
  - Cantons : Colorno, Corniglio, Saint Donato, Fornovo, Langhirano, Saint-Pancrazio, Parme (deux cantons), Poviglio, Sissa, Traversetolo, Vairo (Palanzano).
- Arrondissement de Plaisance :
  - Cantons : Agazzano, Bettola, Borgonovo (Borgonovo Val Tidone), Castel San Giovanni (Château-Saint-Jean), Pianello (Pianello Val Tidone), Plaisance (deux cantons), Ponte dell'Olio, Pontenure, Rivergaro, Rottofreno.
- Arrondissement de Fidenza :
  - Cantons : Bardi, Borgo-San-Donnino (Fidenza), Busseto, Carpaneto (Carpaneto Piacentino), Cortemaggiore, Fiorenzuola, Fontanellato, Lugagnano, Monticelli, Noceto, Pellegrino (Pellegrino Parmense), Saint-Secondo (San Secondo Parmense), Zibello.

## Liste des préfets
| Période     | Période | Identité                          | Fonction précédente  | Observation                                                                                         |
| ----------- | ------- | --------------------------------- | -------------------- | --------------------------------------------------------------------------------------------------- |
| 1808        | 1810    | Hugues Nardon                     | Préfet du Montenotte | Appelé en Espagne comme administrateur général de la Province de Cuenca par le roi Joseph Bonaparte |
| 7 août 1810 | 1814    | Henri Jean Pierre Dupont-Delporte | Préfet de l'Ariège   | Passe à la préfecture du Nord (Cent-Jours)                                                          |